# Batopora problematica
Batopora problematica är en mossdjursart som beskrevs av Bock och Cook 2004. Batopora problematica ingår i släktet Batopora och familjen Batoporidae. Inga underarter finns listade i Catalogue of Life.